# Aborto no Vietnã
O aborto no Vietnã é legalizado desde 1989, através da Lei de Proteção da Saúde dos Povos, que afirma os direitos das pessoas de escolher métodos contraceptivos, além do direito das mulheres sobre o aborto, diagnóstico, tratamento ginecológico e serviços médicos em centros de saúde durante a gravidez. O Vietnã é um país do Sudeste Asiático, com população estimada em 100 milhões de habitantes, e com capital em Hanói.
O aborto no país registra uma das mais altas taxas do mundo, chegando a registrar, em 2006, cerca de 500 000 casos em centros de saúde públicos, e quase o mesmo número em centros de saúde privados. Existem 45,1 abortos para cada 100 nascidos vivos. Não há estatísticas oficiais sobre o aborto na adolescência, mas estima-se que cerca de 20% a 30% de todos os casos de aborto pertencem a mulheres jovens e solteiras. Também não há estatísticas oficiais sobre o aborto inseguro e complicações.
As Normas e Diretrizes Nacionais (NSG), promulgadas pelo Ministério da Saúde do país, afirmam que os obstetras treinados, médicos assistentes com obstetrícia, pediatras ou parteiras treinadas podem legalmente realizar abortos. Também é definido que os serviços de aborto são fornecidos em três níveis administrativos do sistema de saúde: O aborto de 6 a 22 semanas de gestação, em hospitais centrais e provinciais, o aborto de 6 a 12 semanas de gestação fornecidos nos distritos de saúde e o aborto até 6 semanas de gestação prestado nos centros de saúde comunitários. As clínicas privadas em certas províncias estão autorizadas a realizar o aborto até 6 semanas de gestação.  Apesar de se constituir uma lei liberal no país perante o aborto, este ainda é um dos motivos mais comuns para a morte materna, estimada em 11,5% das causas diretas de mortalidade materna no país em 2002.